# Vassili Volynski
Vassili Volynski est un homme politique russe. Sous le règne de Fédor III il fut Prikase Posolsky (Département de la diplomatie) de 1680 à 1682.